# Santa Clara (tỉnh)

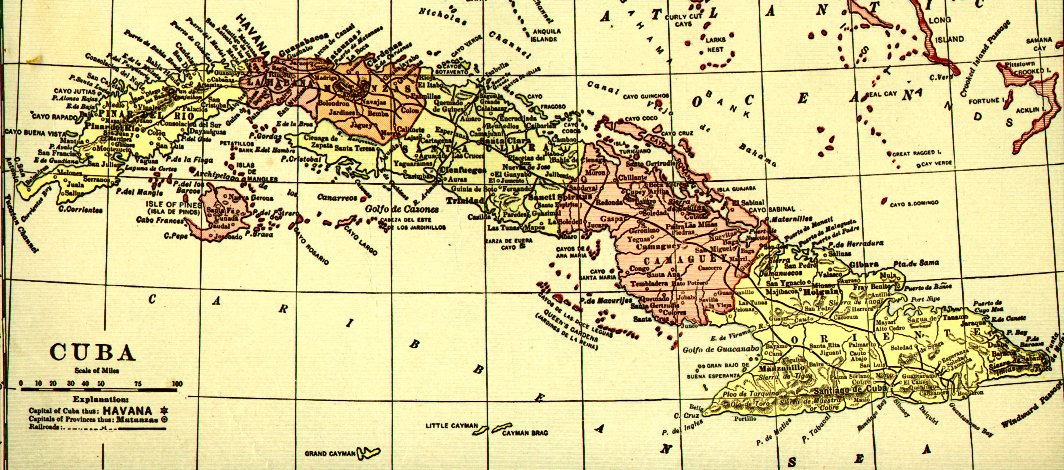
Bản đồ các tỉnh Cuba năm 1910

Santa Clara (được gọi là Las Villas sau) là một tỉnh cũ của Cuba. Tỉnh được chia tách năm 1976, lãnh thổ của tỉnh hiện nay là các tỉnh Villa Clara, Cienfuegos và Sancti Spíritus..